# Schaan
Schaan est une ville et la commune la plus peuplée du Liechtenstein. En 2017, elle compte 5 983 habitants.
Située au nord de Vaduz, au milieu du pays, la ville est baignée par le Rhin. Elle couvre une superficie de 26,8 km² répartie sur cinq enclaves, principalement couvertes par la forêt et les montagnes.

## Politique et administration
La ville est administrée par un conseil municipal de douze membres, dont le maire, élus pour quatre ans par les citoyens.
| Période                                  | Période  | Identité     | Étiquette | Qualité |
| ---------------------------------------- | -------- | ------------ | --------- | ------- |
| 2003                                     | En cours | Daniel Hilti | VU        |         |
| Les données manquantes sont à compléter. |          |              |           |         |

## Géographie
Les communes limitrophes sont Eschen, Vaduz, Planken, Triesenberg, Balzers, Triesen, Buchs, Maienfeld et Gamprin.

## Sports
La ville accueille le club de football du FC Schaan qui a remporté à trois reprises la Coupe du Liechtenstein.

## Entreprises
La ville accueille le siège de l'entreprise Neutrik, un fabricant de connecteurs audio, vidéo informatique et fibre optique professionnelles. La société de construction automobile Jehle y a aussi été basée durant ses années d'activité, de la fin des années 1970 au début des années 1990. Elle accueille le siège social de l'entreprise Intamin, fabricant de montagnes russes et autres attractions, et le siège social ainsi que l'une des usines du fabricant d'outils Hilti, principal employeur du Liechtenstein.

## Galerie photographique

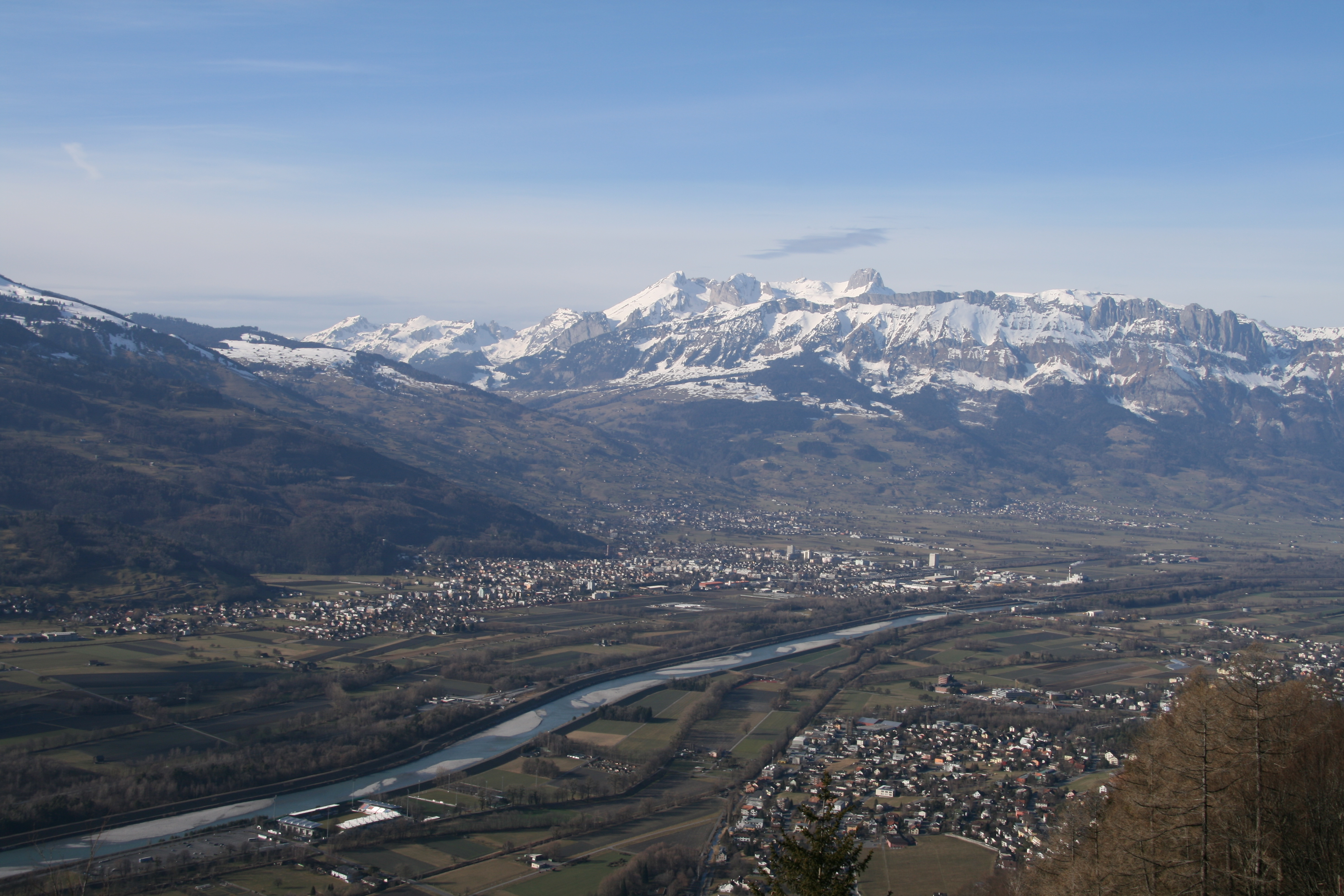
Vue générale de Schaan.
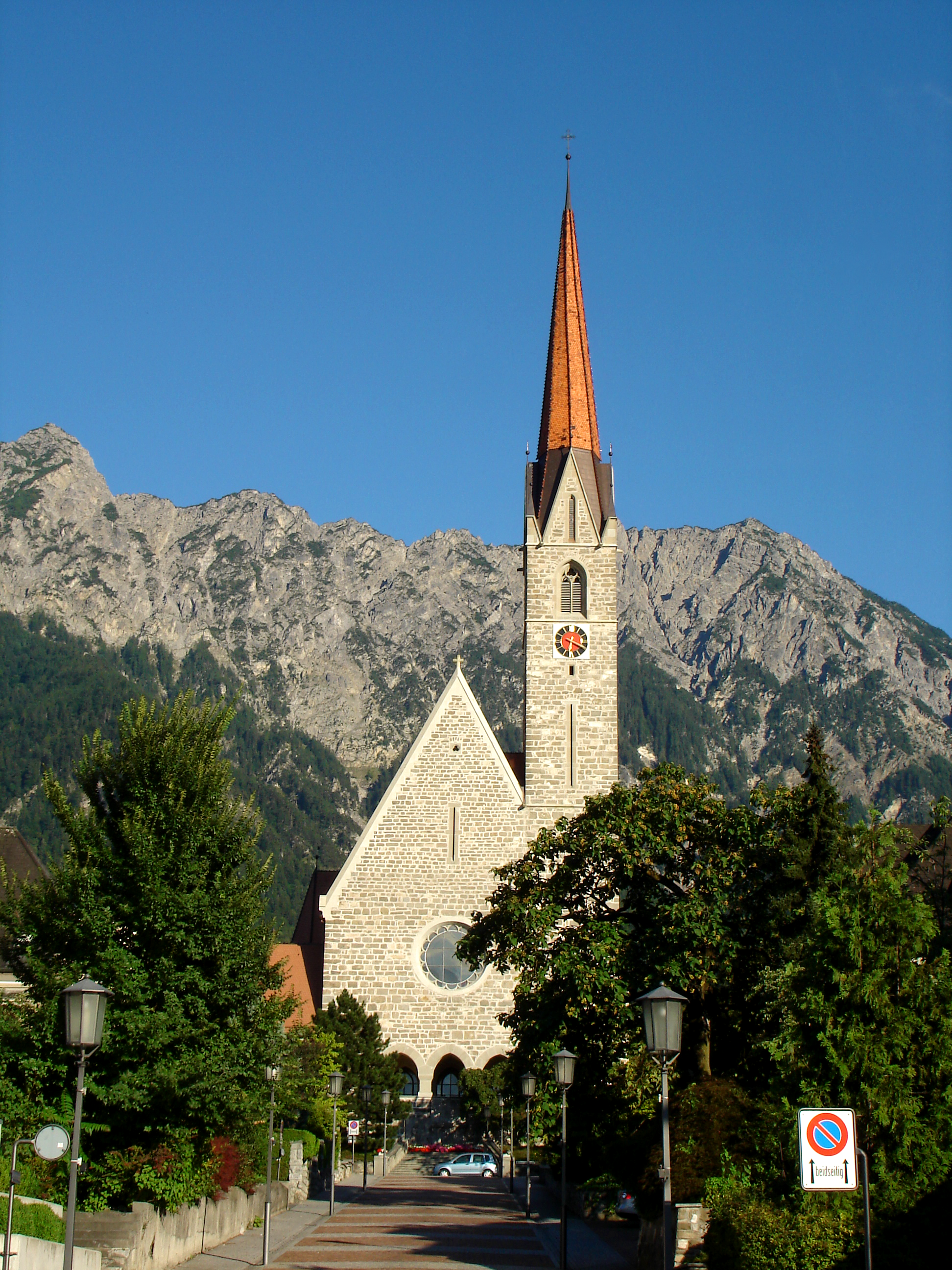
L’église de Schaan.
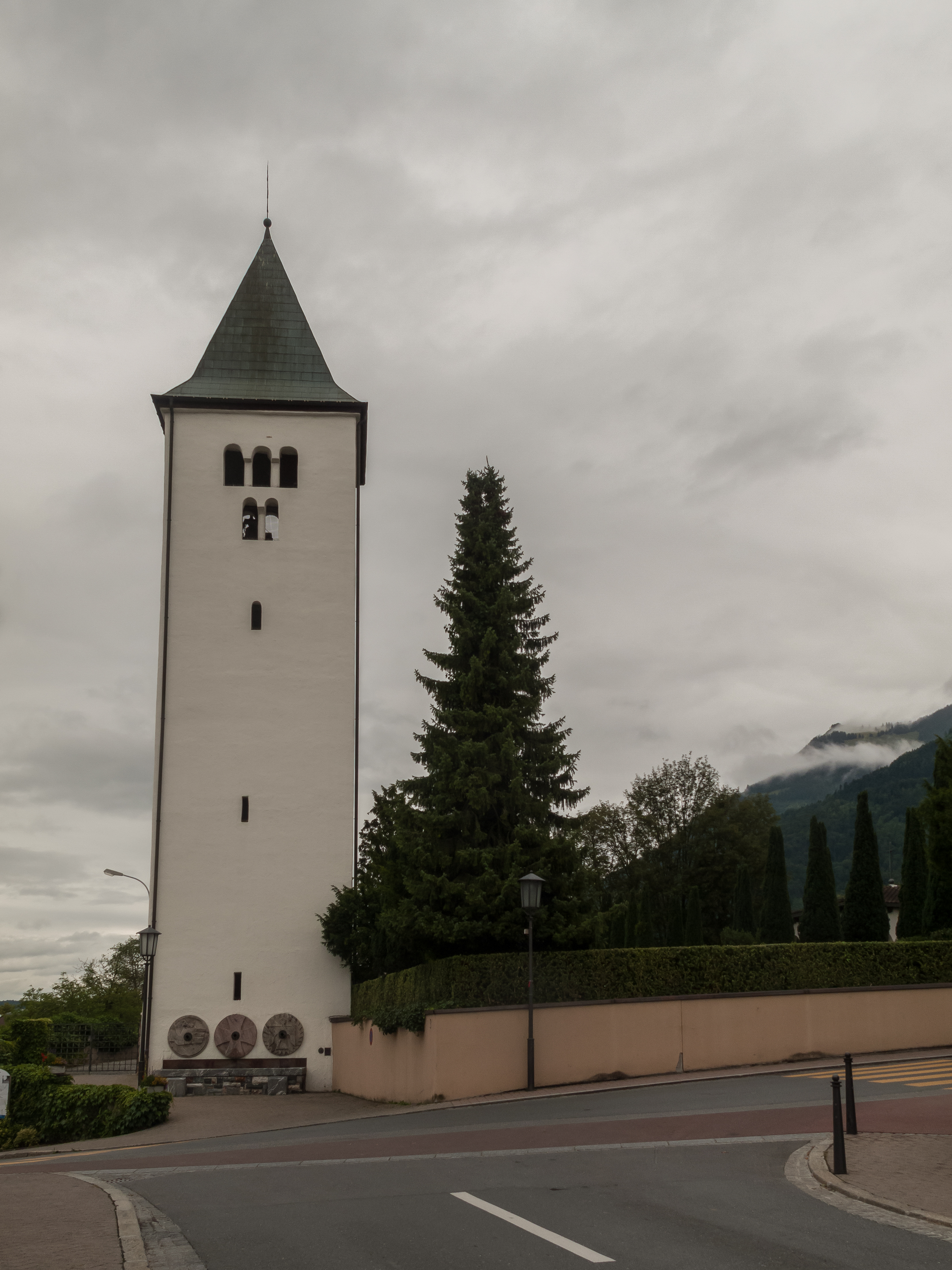
L'église: die Alte Pfarrkirche Sankt Laurentius.
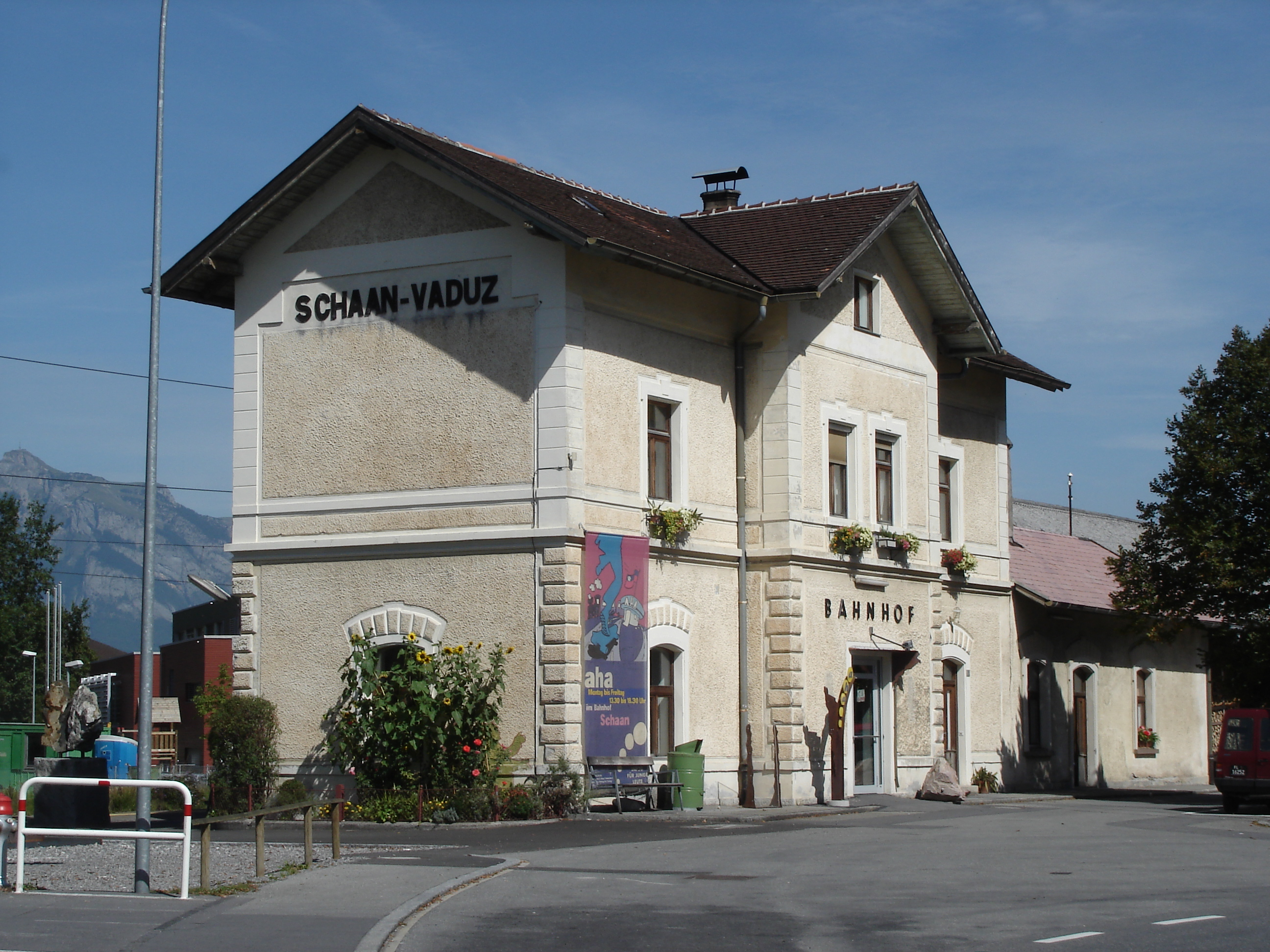
La gare de Schaan-Vaduz.